# Huasca de Ocampo (municipi)
El municipi de Huasca de Ocampo és un dels vuitanta-quatre municipis que conformen l'estat d'Hidalgo, a Mèxic. El cap de municipi és la localitat de Huasca de Ocampo.
El municipi es localitza al centre del territori hidalguenc entre els paral·lels 20° 06’ i 20° 21’ de latitud nord i els meridians 98° 27’ i 98° 39’ de longitud oest; amb una altitud entre 1400 i 3100 msnm. Aquest municipi compta amb una superfície de 302.75 km², i representa l'1.45% de la superfície de l'estat; dins de la regió geogràfica denominada com a Comarca Minera.
Limita al nord amb el municipi d'Atotonilco el Grande i l'estat de Veracruz de Ignacio de la Llave; a l'est amb el municipi d'Acatlán; al sud amb els municipis d'Acatlán, Singuilucan i Omitlán de Juárez; a l'oest amb els municipis d'Omitlán de Juárez i Atotonilco el Grande.

## Toponimia
El nom en náhuatl és “Huascazaloya”, que significa “Lloc de goig o alegria”. L'afegitó "de Ocampo" es va adoptar en honor de Melchor Ocampo.